# The memory of RAGNAROK
"The memory of RAGNAROK" Ragnarok Online Original Sound Track er et soundtrack album der indeholder alt den mest populære baggrunds musik fra PC MMORGen Ragnarok Online. Soundtracket inkludere den originale baggrunds musik fra spillet, samt remix og vocal arrangements af enkelte stykker. Spilletes officielle tema sang, "You & I," er også inkluderet.

## Spor

### CD Vol. 1 Special Edition
1. "Title"
Komponeret af Kwon Goo-Hee
Sunget af Seo Ji-Hae
2. "Theme of Prontera"
Komponeret og skrevet af Lee Seock-Jin
Sunget af Lee Seung-Yeon
3. "Steel Me"
Komponeret af Lee Seock-Jin
4. "Ancient Groover"
Komponeret af Lee Seock-Jin
5. "Theme of Morroc"
Komponeret af Kwak Dong-Il
6. "Wanna Be Free!!"
Komponeret af Lee Seock-Jin
Skrevet af Lee Seung-Yeon, Lee Seock Jin
Sunget af Lee Seung-Yeon
7. "Desert"
Komponeret af Lee Seock-Jin
8. "Christmas in the 13th Month"
Komponeret af Lee Seock-Jin
9. "Through The Tower"
Komponeret af Lee Seock-Jin
10. "Noblesse Oblige"
Komponeret af Lee Seock-Jin
11. "Theme of Payon"
Komponeret af Lee Seock-Jin
Skrevet af Kwon You-Jeong

### CD Vol. 2 Original Edition
1. "Theme of Al de Baran"
Komponeret af Lee Seock-Jin
2. "Everlasting Wanderers"
Komponeret af Lee Seock-Jin
3. "Nano East"
Komponeret af Lee Seock-Jin
4. "Theme of Juno"
Komponeret af Jang Seong-Woon
5. "I Miss You"
Komponeret af Kwak Dong-Il
6. "One Fine Day"
Komponeret af Park Soo-Il
7. "Lastman Dancing"
Komponeret af Lee Seock-Jin
8. "Peaceful Forest"
Komponeret af Lee Seock-Jin
9. "Streamside"
Komponeret af Kwon Goo-Hee
10. "One Step Closer"
Komponeret af Kwak Dong-Il
11. "Divine Grace"
Komponeret af Lee Seock-Jin
12. "Plateau"
Komponeret af Lee Seock-Jin
13. "TeMPorsche"
Komponeret af Lee Seock-Jin
14. "Hamatan"
Komponeret af Kwak Dong-Il
15. "Purity of your smile"
Komponeret af Park Jin-Bae
16. "You & I"
Komponeret af Kwak Dong-Il
Sunget af Lee Seong-Yeon

## Ekstra Information
En hjemmeside brugerkonto er påkrævet for at kunne købe soundtracket. Ved køb af soundtracket vil en Note Headgear item, som ligner et på store hovedtelefoner, blive placeret på køberens in-game brugerkonto.
For hver gang der bliver købt et soundtrack, bliver køberens brugerkonto del af en lodtrækning om Ghostring, Devilring, og Evil Snake Lord Cards. Lodtrækningen er dog allerede blvet afsluttet den 15. december 2006.